# Родителєв Микола Іванович
Микола Іванович Родителєв (19 грудня 1903, Російська імперія — 3 вересня 1974, місто Мінськ, тепер Республіка Білорусь) — білоруський радянський діяч, секретар ЦК КП(б) Білорусії із текстильної та легкої промисловості. 

## Життєпис
Член ВКП(б).
Перебував на партійній роботі.
26 березня 1941 — 26 серпня 1943 року — секретар ЦК КП(б) Білорусії із текстильної та легкої промисловості.
20 липня — вересень 1944 року — 2-й секретар Білостоцького обласного комітету КП(б) Білорусії.
Потім — пенсіонер.
Помер 3 вересня 1974 року в Мінську.